# 余仁生

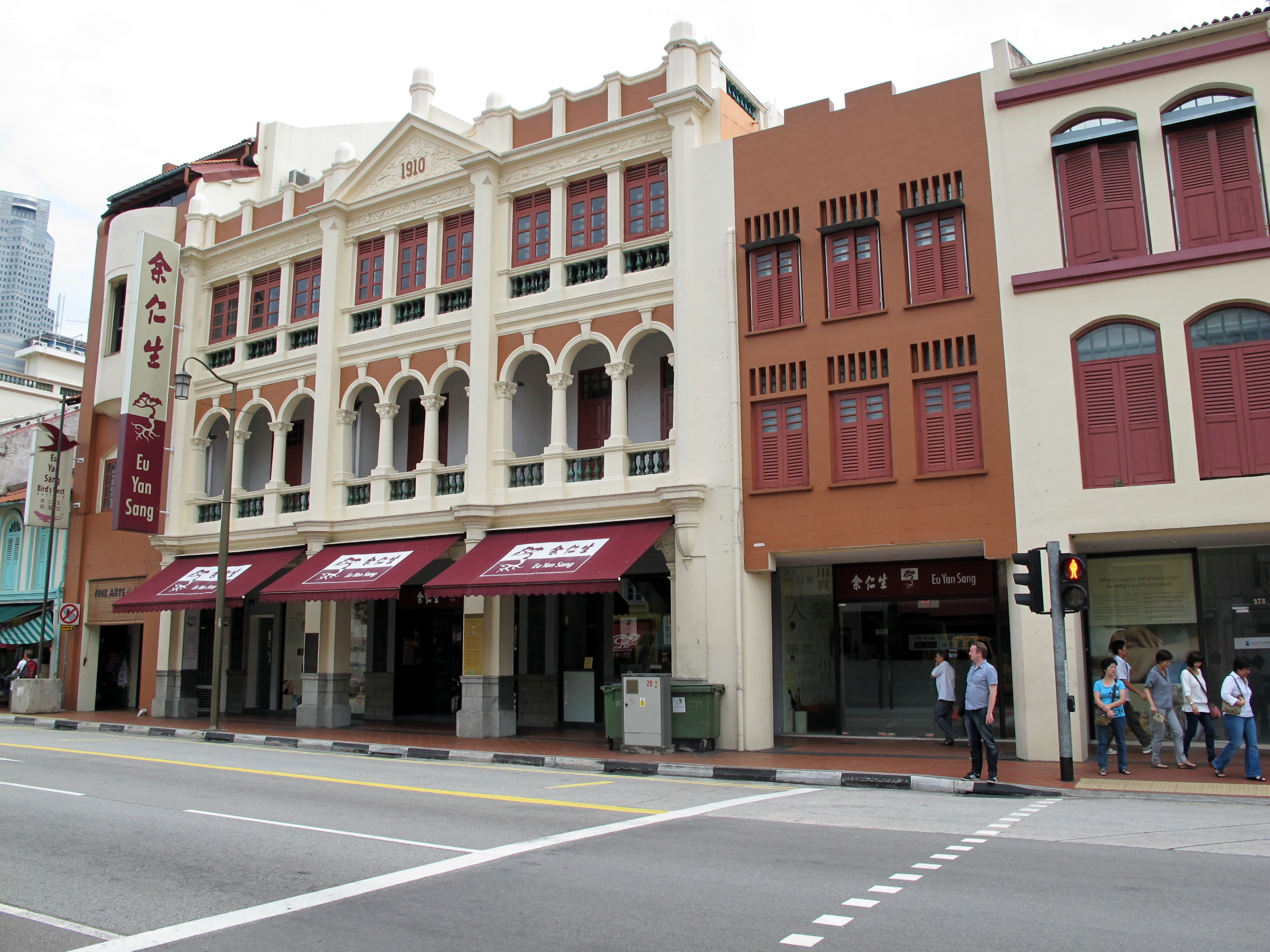
余仁生於新加坡牛車水橋南路的本舖

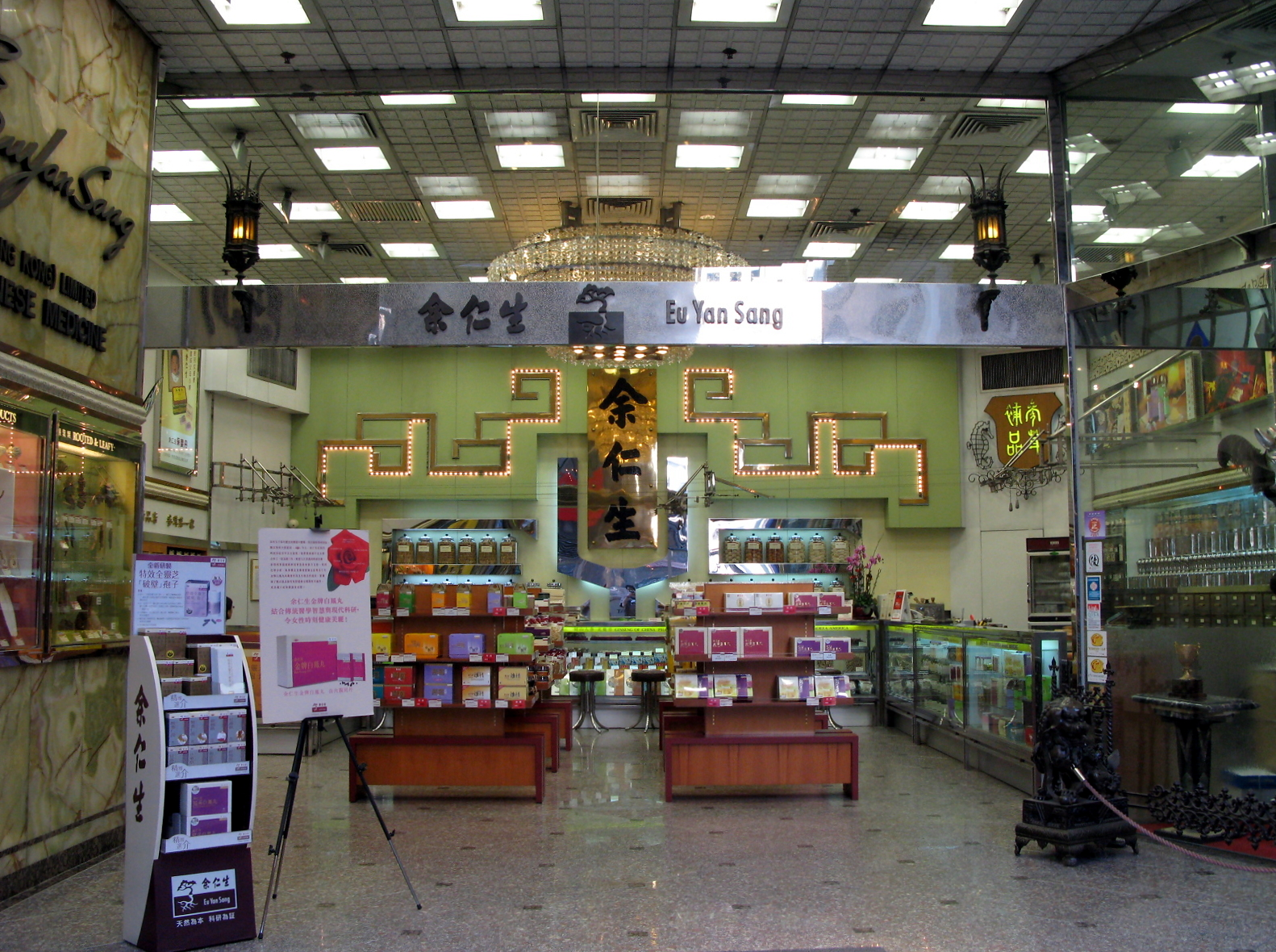
香港中環分店

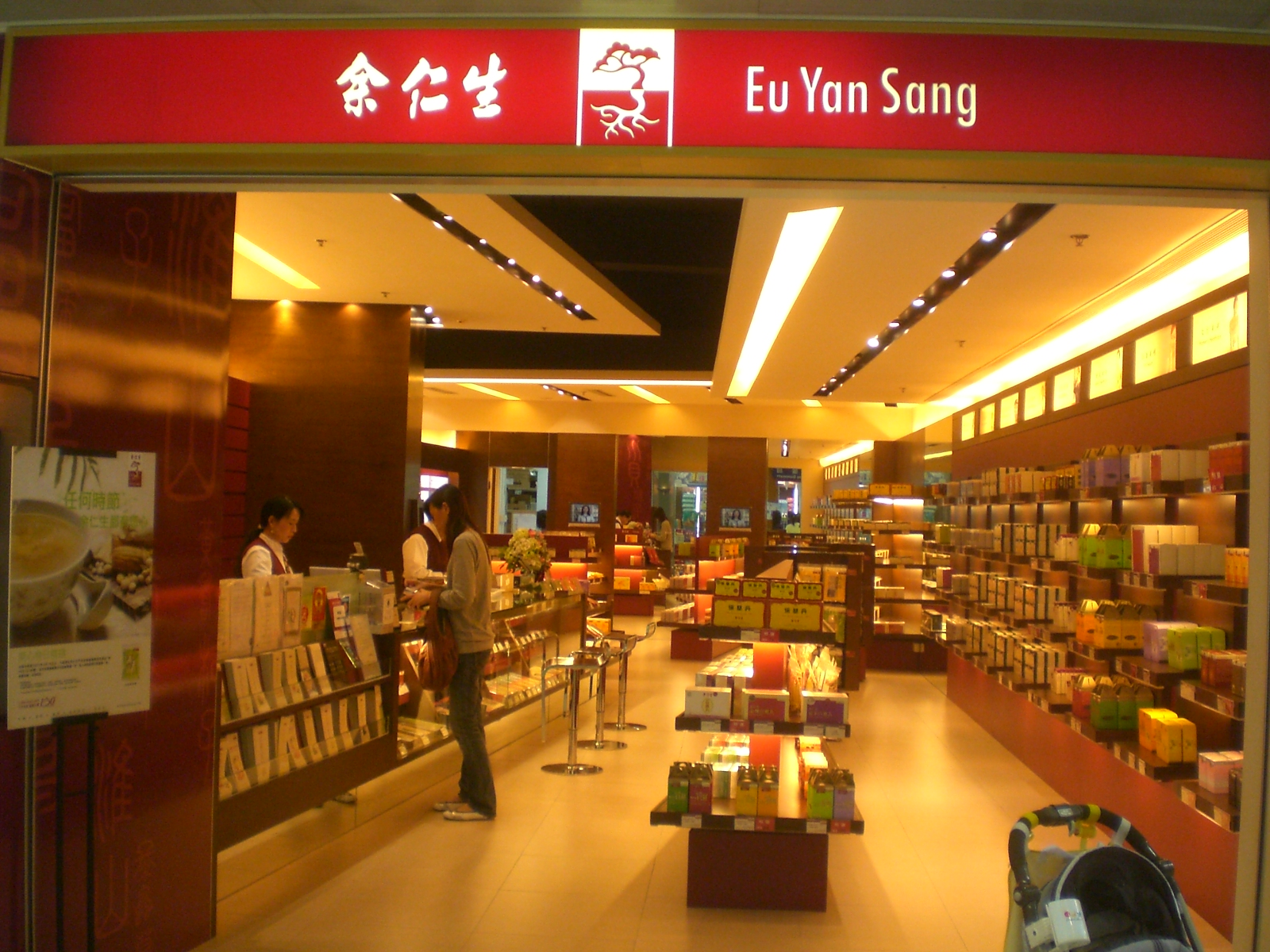
香港將軍澳新都城分店

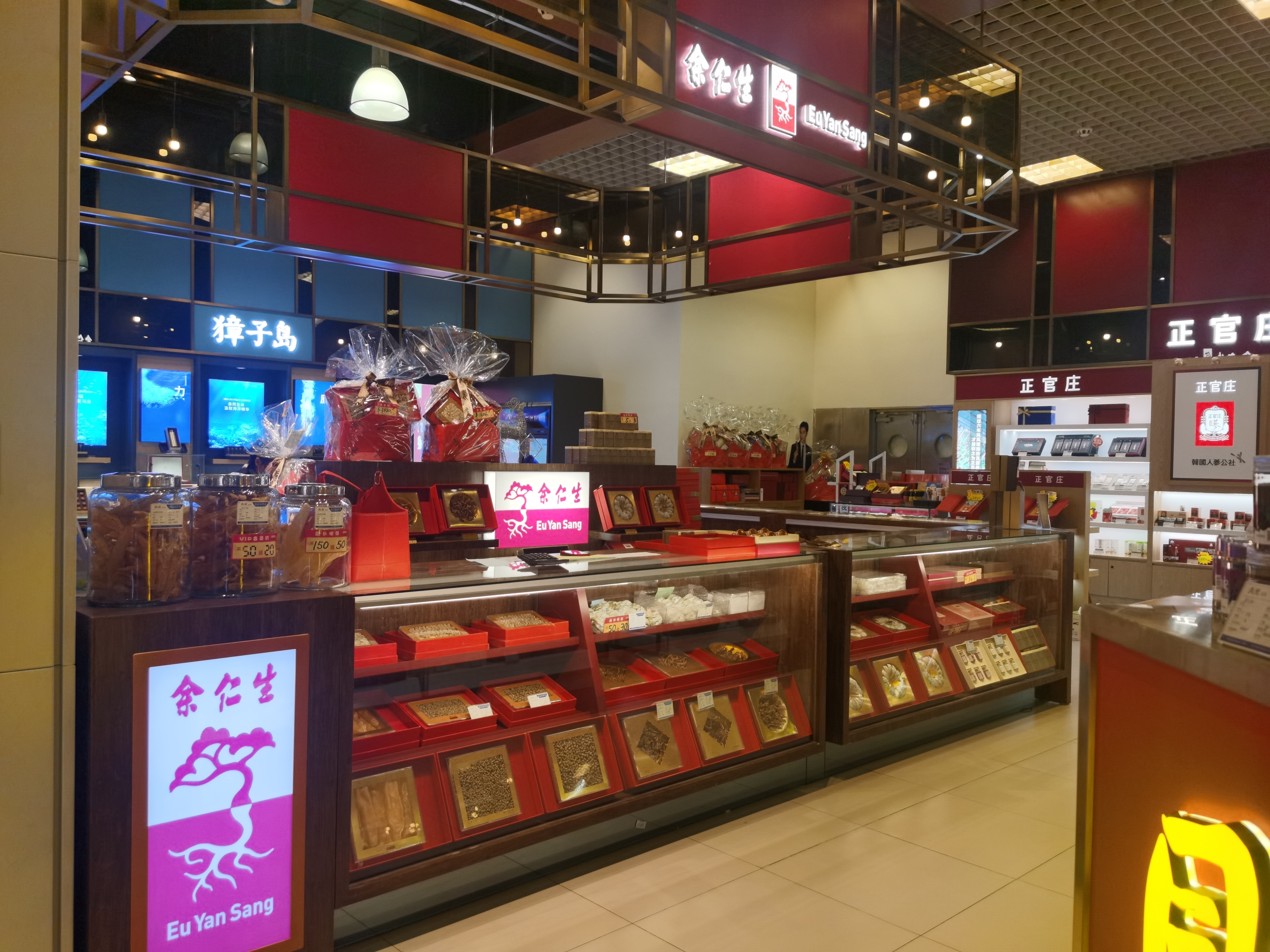
设在中国内地江苏省苏州市的专柜

余仁生（Eu Yan Sang）是總部位于新加坡的著名跨国中医药材和中成药制作与零售企业，公司成立于1879年，拥有上百年历史，业务遍及新加坡、马来西亚、香港、美国、台湾、加拿大和中国大陆。

## 歷史
余仁生创办人余广培（又名余广）原籍广东佛山，后离开家乡到東南亞， 最初是为吸食鸦片的中国工人提供中医治疗与药物，於1879年在馬來亞的霹靂州開設第一家藥店，取名「仁生」，意即「仁澤眾生」，后来逐渐发展成一家制作和销售中医药材的公司。
但是真正将余仁生在东南亚推广的是余廣培的儿子余東璇。他原本是一名非常成功的橡胶和锡矿商人，业务遍及马来西亚和新加坡各地，在他的治理下余仁生逐渐发展成为在东南亚最大的中医房，业务还从马来亚半岛扩展到新加坡和中国大陆。

## 發展
余東旋去世后，余仁生的业务由不同的家族成员分享，但後來經歷家族分家等事件，跨国的企业也被分成余仁生国际和余仁生香港两部分。1997年，总部位于新加坡的余仁生国际成功地收购了余仁生香港，使得余仁生品牌重新归一家所有。余仁生（國際）於2000年在新加坡交易所主板上市。
目前余仁生的首席执行官余義明是余東旋之孙子，拥有伦敦大学法学学位，并在加入家族企业之前在多家国际大型企业工作，因此在他的管理下余仁生意圖逐渐实现制度化、股份化以及产品的标准化，从生产、物流、销售到管理的各个方面都圖謀进行西方式的现代化企业管理模式，而且也开始在高级管理层中聘用非家族成员的专业人士，企圖淡化家族企业的色彩。
余仁生最畅销的中药成品药是它的瓶装燕窝、保嬰丹和白凤丸。此外它还在新加坡、马来西亚及香港拥有74间零售中药专卖店，并从事药材批发业务，企圖向欧美上千家西药房供应其中药产品。该公司也在澳洲和新加坡设立了7间中西医结合的私人诊所，以及4家位于马来西亚和新加坡的传统中医诊所。
余仁生於2004年11月與香港科技園公司簽署協議，在元朗創新園建立面積達140,000平方呎的中藥GMP廠房。

## 產品
- 金牌白鳳丸
- 鹿尾羓丸
- 保嬰丹藥
- 冰糖燕窩
- 銀翹散粒
- 八珍補丸
- 正珍珠末
- 正甘露饮
- 美白斑宝

## 家族字輩
余氏家族祖先曾經寫了一首五言詩「有國鶴廣東，經義在其中，傳家守正道，立志可成功」，規定後人成員，按字順序命名。所以家族字輩命名出現余廣培、余東旋、余經緯、余義明、余在啟等人名。